# Morów
Morów – wieś w Polsce położona w województwie opolskim, w powiecie nyskim, w gminie Nysa.
W latach 1975–1998 miejscowość administracyjnie należała do ówczesnego województwa opolskiego.
Wieś położona w dolinie Mory.

## Zabytki
Do wojewódzkiego rejestru zabytków wpisany jest:
- dwór, obecnie spichrz, z XVI w., XIX w.